# Parabaris atratus
Parabaris atratus – gatunek chrząszcza z rodziny biegaczowatych i podrodziny Harpalinae.

## Taksonomia
Gatunek opisany został w 1881 roku przez Thomasa Brouna.

## Opis
Ciało długości od 16 do 20 mm, nieco wypukłe, czarne z czułkami z wyjątkiem pierwszego członu, głaszczkami i stopami rudymi, błyszczące, bez metalicznego połysku, ogólnie gładkie i bezwłose. Mikrorzeźba na głowie izodiametryczna, na tułowiu umiarkowanie poprzeczna, a silnie poprzeczna z mikroliniami na pokrywach. Głowa na wysokości oczu węższa od wierzchołka przedplecza, z przodu płaska, a z tyłu nieco wypukła. Głaszczki cylindryczne, nieco ścięte wierzchołkowo. Przedostatni człon głaszczków wargowych o 4-6 szczecinkach na przedniej krawędzi. 
Przedplecze silnie poprzeczne, najszersze przed środkiem, o bokach słabo zafalowanych, zbiegających się ku prostej nieco węższej niż nasada pokryw podstawie. Wierzchołek wklęśnięty, a boczne zagłębienia rozszerzone ku tyłowi. Przednie kąty silnie rozwinięte, ostro zaokrąglone, a tylne silnie rozwinięte, wielokątne. Dołki przypodstawowe głębokie i szerokie. Punktowanie przedplecza słabo rozwinięte. Płatek przedpiersia z 8-11 długimi szczecinkami. Episternity zatułowia tak szerokie jak długie. Pokrywy najszersze przed środkiem długości, o ramionach kanciastych i z ząbka, przedwierzchołkowym zafalowaniu silnym, rzędach przytarczkowych obecnych, międzyrzędach niepunktowanych ,raczej płaskich w nasadowej połowie i nieco wypukłych w wierzchołkowej, a międzyrzędzie 3 bez uszczeciniej punktacji za środkiem. Edeagus w widoku bocznym silnie łukowaty, o wierzchołku wąsko spiczastym, a w widoku grzbietowym asymetryczny o ostium nieco zgiętym w prawo, dyskiem wierzchołkowym zaokrąglenie trójkątnym, a torebką wewnętrzną nieuzbrojoną.

## Biologia i ekologia
Gatunek nizinny i górski. Zamieszkuje wilgotne i bagienne lasy, gdzie bytuje w ściółce wzdłuż rozlewisk, strumieni i wąwozów. Aktywny nocą, za dnia zaś kryje się pod kamieniami i kłodami. Okazjonalnie atakowany przez roztocze i grzyby z grupy Laboulbeniales.

## Występowanie
Gatunek ten jest endemitem Nowej Zelandii, znanym wyłącznie z Wyspy Północnej.